# Ismay, Montana
Ismay, Montana (енгл. Ismay) град је у америчкој савезној држави Монтана.

## Демографија
По попису из 2010. године број становника је 19, што је 7 (-26,9%) становника мање него 2000. године.
| Група             | 2000.      | 2010.       |
| Белци             | 25 (96,2%) | 19 (100,0%) |
| Афроамериканци    | 0 (0,0%)   | 0 (0,0%)    |
| Азијати           | 0 (0,0%)   | 0 (0,0%)    |
| Хиспаноамериканци | 1 (3,8%)   | 0 (0,0%)    |
| Укупно            | 26         | 19          |